# Aegir (vệ tinh)
Aegir, hay Saturn XXXVI (tên gọi tạm thời là S/2004 S 10), là một vệ tinh tự nhiên của Sao Thổ. Nó được phát hiện bởi Scott S. Sheppard, David C. Jewitt, Jan Kleyna và Brian G. Marsden vào ngày 4 tháng 5 năm 2005 dựa trên các quan sát được thực hiện giữa ngày 12 tháng 12 năm 2004 và ngày 11 tháng 3 năm 2005.
Aegir có đường kính khoảng 6 km. Nó quay quanh Sao Thổ ở khoảng cách trung bình là 19.618 Mm trong 1025,908 ngày, với độ nghiêng là 167° so với mặt phẳng hoàng đạo (hay 140° so với xích đạo của Sao Thổ). Vệ tinh này chuyển động nghịch hành với độ lệch tâm là 0,252.

## Tên gọi
Vệ tinh này được đặt theo tên của một người khổng lồ trong thần thoại Bắc Âu là Ægir, người có khả năng làm dịu các cơn bão, vào tháng 4 năm 2007. Ngoại hành tinh Epsilon Eridani b (AEgir) cũng được đặt theo tên của nhân vật này vào năm 2015.